# 蕺菜属
蕺菜属（学名：Houttuynia）是三白草科下的一个属，为多年生草本植物。该属共有蕺菜（Houttuynia cordata）与峨眉蕺菜（Houttuynia emeiensis）两种，分布于亚洲东部和东南部。
属名Houttuynia为纪念荷兰自然历史学家馬蒂努斯·胡圖恩而命名。

## 下属物种
本属包括以下物种：
- Houttuynia bolanderi Benth. & Hook.f. ex B.D.Jacks., 1893
- 鱼腥草 Houttuynia cordata Thunb.